# شنة طويلة الفم
شنة طويلة الفم (الاسم العلمي:Channa longistomata) هي نوع من الأسماك تتبع جنس الشنة من فصيلة الشنات.